# Ismaël Girard
Ismaël Girard (auch: Delfin Dario; * 17. Juni 1898 in Gensac (Hautes-Pyrénées); † 30. September 1976 in Toulouse) war ein französischer Arzt, Aktivist und Dichter okzitanischer Sprache.

## Leben und Werk
Ismaël Girard wuchs im Département Gers auf. Er studierte Medizin in Toulouse und schloss 1926 ab. Die während des Ersten Weltkriegs in Avignon gelesenen Werke des Félibrige und der katalanischen Dichtung machten ihn zum Anhänger der Bestrebungen von Antonin Perbosc und Prosper Estieu zur Renaissance von Kultur und Sprache der Gaskogne. Er wurde Vize-Sekretär der 1919 von Perbosc und Estieu gegründeten Escòla Occitana und von da an einer der Hauptakteure des kulturellen und sprachlichen Okzitanismus. Er gründete mit Perbosc und Déodat de Séverac die Ligue de la Patrie méridionale. Von 1924 bis zu seinem Tod leitete er die zusammen mit Camille Soula, einem Freund von Perbosc, gegründete Zeitschrift Oc (Gazeta d’accion occitana, de novelas literarias e artisticas), die sich für das Okzitanische als Schulsprache einsetzte. Weitere wichtige Begegnungen waren die mit Léopold Médan (1883–1960) und Michel Camélat. 1930 gründete er zusammen mit Josep Carbonell (1897–1979) und Louis Alibert die Société d'études occitanes (SEO). Nach einer Zeit als Arzt der Résistance wurde er 1945 der erste Generalsekretär des Institut d’Estudis Occitans. Später begnügte er sich mit der Rolle einer „grauen Eminenz“ der okzitanischen Bewegung.

## Werke (Auswahl)
- (Hrsg.) Anthologie des poètes gascons, d'Armagnac, d'Astarac, de Lomagne, d'Albret et de Bas-Comminges. Société archéologique, historique, littéraire et scientifique du Gers, Auch 1942.
- (Pseudonym: Delfin Dario) Signes, poemas. Oc, Toulouse 1960. (Messatges 26, zweisprachig, Vorwort von Andrée-Paule Lafont, 1922–2015)